# کری میلیکین
کری میلیکین (انگلیسی: Kerry Millikin؛ زادهٔ december ۱۰, ۱۹۶۱ (۶۳ سال)) ورزشکار مسابقه اسب‌دوانی اهل ایالات متحده آمریکا است.
وی در مسابقات کشوری و بین‌المللی در مجموع برندهٔ ۱ مدال طلا، ۲ مدال برنز شده‌است.